# کرتا آپی
کرتا آپی (انگلیسی: Kereta Api) شرکت دولتی ترابری ریلی اندونزیایی است، که در سال ۱۹۴۵ تأسیس شد.